# دالان خلیج فارس–دریای سیاه
دالان خلیج فارس–دریای سیاه یک پروژه حمل و نقل و دالان ترابری ترانزیتی است که توسط ایران پیشنهاد و ایجاد شده است. پروژه کریدور از خلیج فارس و جنوب ایران شروع می‌شود، از شمال کشور عبور می‌کند و سپس تا ارمنستان ادامه می‌یابد.  از آنجا به بنادر پوتی و باتومی در دریای سیاه گرجستان می‌رسد. از آنجا، کشتی‌های رو-رو از دریای سیاه به بنادر بلغارستان بورگاس و وارنا عبور می‌کنند و پس از آن کالاها دوباره از طریق جاده به یونان و از آنجا به اتحادیه اروپا ارسال می‌شوند.